# Slang (album)
Pour les articles homonymes, voir Slang.
Albums de Def Leppard
Retro Active
(1993) Euphoria
(1999)
Slang est le 6e album studio de Def Leppard sorti le 14 mai 1996.

## Liste des titres
| No  | Titre                           | Auteur                            | Durée |
| --- | ------------------------------- | --------------------------------- | ----- |
| 1.  | Truth?                          | Collen, Elliott, Savage, Campbell | 3:00  |
| 2.  | Turn to Dust                    | Collen                            | 4:21  |
| 3.  | Slang                           | Collen, Elliott                   | 2:37  |
| 4.  | All I Want Is Everything        | Elliott                           | 5:20  |
| 5.  | Work It Out                     | Campbell                          | 4:49  |
| 6.  | Breathe a Sigh                  | Collen                            | 4:06  |
| 7.  | Deliver Me                      | Collen, Elliott                   | 3:04  |
| 8.  | Gift of Flesh                   | Collen                            | 3:48  |
| 9.  | Blood Runs Cold                 | Collen, Elliott                   | 4:26  |
| 10. | Where Does Love Go When It Dies | Collen, Elliott                   | 4:04  |
| 11. | Pearl of Euphoria               | Collen, Elliott, Savage           | 6:21  |

## Groupe
- Joe Elliott : chant
- Vivian Campbell : guitare
- Phil Collen : guitare
- Rick Savage : basse
- Rick Allen : batterie